# Piotr Wysocki (aktor)
Piotr Wysocki (ur. 13 kwietnia 1936 w Toruniu, zm. 26 marca 2023 w Trzcińcu) – polski aktor filmowy, teatralny i telewizyjny.

## Życiorys
Absolwent Państwowej Wyższej Szkoły Teatralnej im. Ludwika Solskiego w Krakowie (rok ukończenia 1964). W latach 1964–1969 występował w Teatrze im. Wilama Horzycy w Toruniu. W latach 1969–2001 był aktorem Teatru im. Juliusza Osterwy w Lublinie. Sprawował mandat radnego Lublina z ramienia Konfederacji Polski Niepodległej.
Dwukrotnie żonaty, ojciec muzyka Piotra Wysockiego. Zginął w pożarze swojego domu w Trzcińcu.
4 kwietnia został pożegnany podczas mszy świętej pogrzebowej w Archikatedrze św. Jana Chrzciciela i św. Jana Ewangelisty w Lublinie. Następnego dnia urna z prochami aktora spoczęła w grobie rodzinnym na Cmentarzu św. Jerzego w Toruniu.

## Filmografia
- 1965 – Miejsce dla jednego jako Zdzisław
- 1965 – Popioły jako książę Jan Gintułt
- 1967 – Pieśń trumfującej miłości jako Mucjusz
- 1968 – „Mistrz tańca” w Opowieści niezwykłe jako kochanek żony umierającego staruszka
- 1968 – Przekładaniec jako doktor Benglow, psychoanalityk Foxa
- 1968 – Wniebowstąpienie jako Feliks Bukin
- 1969 – „Daleki patrol” w Czterej pancerni i pies jako porucznik Kozub
- 1969 – Tamań
- 1970 – „Klin” w Czterej pancerni i pies jako porucznik Kozub
- 1971 – Na przełaj
- 1974 – „Seans nie ostatni” w Ile jest życia
- 1975 – Doktor Judym jako Żyd na dworcu w Cisach
- 1975 – Tylko Beatrycze jako brat Bernard/Erling
- 1976 – Zagrożenie jako reporter amerykańskiej tv
- 1977 – Granica jako hrabia Tczewski, brat hrabiny
- 1978 – „Widziadło” w Lalce jako Gimard
- 1978 – 1980 Huszar jako ksiądz
- 1978 – „Panna Marynia”, „Narzeczeni”, „Spełnienie”, „Zdrada”, „Powrót” w Rodzina Połanieckich jako Józef Osnowski
- 1980 – w Kariera Nikodema Dyzmy jako hrabia Koniecpolski
- 1980 – Wyrok śmierci
- 1983 – Katastrofa w Gibraltarze jako generał Mieczysław Boruta-Spiechowicz
- 1988 – w Królewskie sny jako doradca Witolda
- 1988 – Alchemik Sendivius jako ojciec Mervill
- 1988 – Zakole jako lekarz
- 1989 – Qui vivra verra (kto dożyje, zobaczy; przyszłość to pokaże)
- 1997–2007 – Klan
- 2002 – Chopin. Pragnienie miłości
- 2005 – „Poniżej zera” w Kryminalni jako facet

## Odznaczenia
- Srebrny Krzyż Zasługi (1979)
- Srebrny Medal „Zasłużony Kulturze Gloria Artis” (2006)
- Medal Osterwy (1995)
- Odznaka Honorowa „Zasłużony Działacz Kultury” (1977)
- Odznaka Honorowa „Za zasługi dla Lublina” (1978)